# Thymus lotocephalus
Thymus lotocephalus ou tomilho-cabeçudo é uma espécie de planta com flor pertencente à família Lamiaceae. 
A autoridade científica da espécie é G. López & R. Morales, tendo sido publicada em Anales del Jardín Botánico de Madrid 41(1): 92. 1984.

## Portugal
Trata-se de uma espécie presente no território português, nomeadamente em Portugal Continental.
Em termos de naturalidade é endémica da região atrás referida.

## Protecção
Encontra-se protegida por legislação portuguesa ou da Comunidade Europeia, nomedamente pelo Anexo II (espécie prioritária) e IV da Directiva Habitats e pelo Anexo I da Convenção sobre a Vida Selvagem e os Habitats Naturais na Europa.